# Независимая демократическая сербская партия

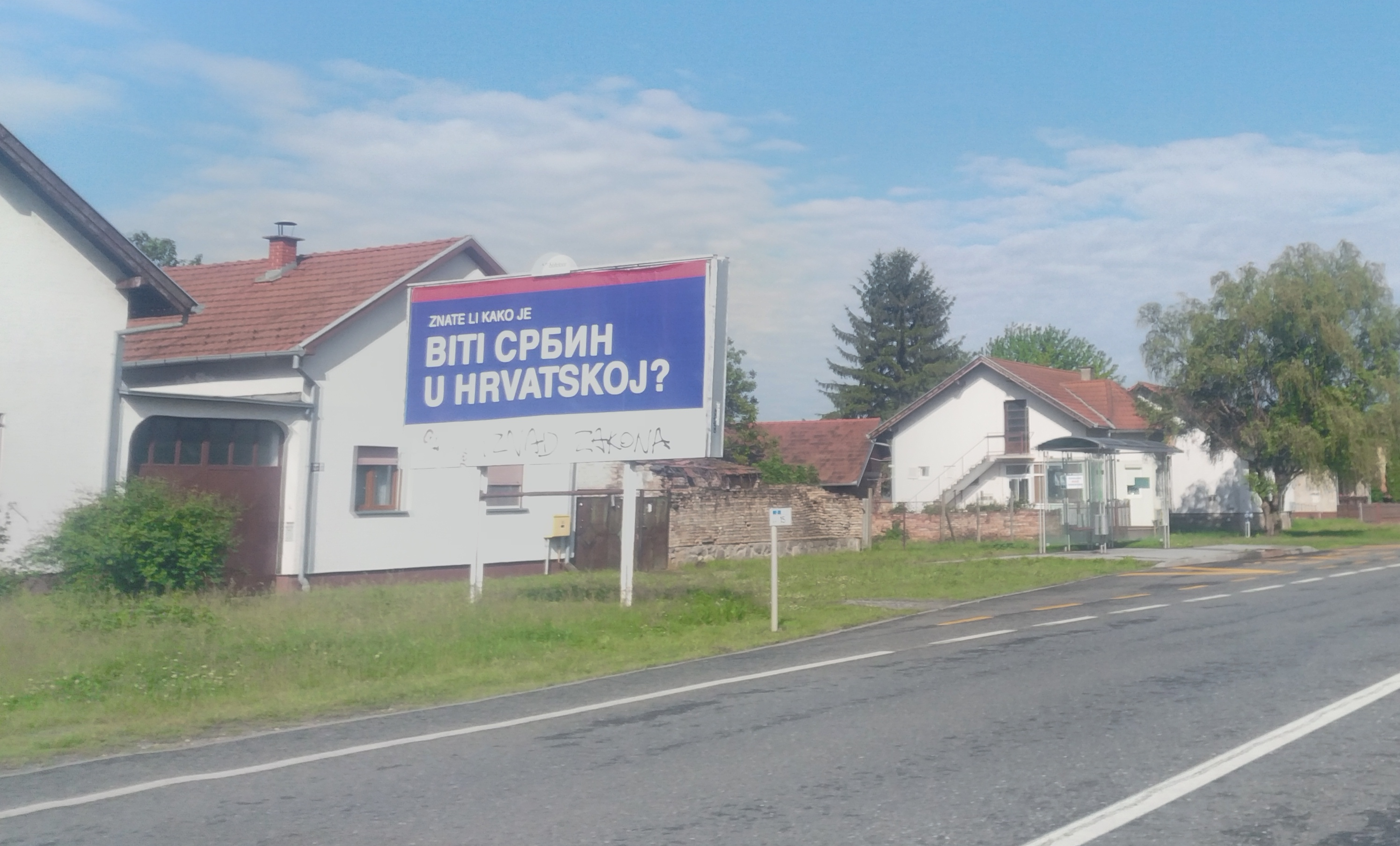
Предвыборный билборд Независимой демократической сербской партии к выборам в Европейский парламент 2019 года в Вуковаре с надписью «Знаете ли вы, каково быть сербом в Хорватии?», с добавленными хорватскими националистическими граффити с надписью «Быть выше закона»

Незави́симая демократи́ческая се́рбская па́ртия (хорв. Samostalna demokratska srpska stranka; серб. Самостална демократска српска странка) — политическая партия в Хорватии, защищающая интересы сербов в стране. На данный момент является единственным представителем сербского меньшинства в государственных институтах Хорватии, в том числе в Хорватском саборе. Начиная с парламентских выборов 2003 года, каждый раз получает по 3 места в парламенте на выборах среди партий национальных меньшинств.
На протяжении последних лет соперничала с хорватским отделением Сербской радикальной партии, Партией дунайских сербов, за право считаться главной сербской партией в Хорватии. По итогам выборов 2007 года НДСП вошла во второй кабинет Иво Санадера, её представитель Слободан Узелац стал вице-премьером.
Партия считает своей главной целью возвращение сербских беженцев, покинувших территории Сербской Краины в 1995 году после операций «Молния» и «Буря», и культурную автономию сербского народа в Хорватии. Позиционирует себя как левую, либеральную и социал-демократическую партию.
Входит в правительственную коалицию вместе с Хорватским демократическим содружеством.